# Media RSS
Media RSS (MRSS) es un estándar para referirse a archivos multimedia (audio, video) en las fuentes RSS. Fue diseñado por Yahoo! y la comunidad Media RSS. Con respecto a RSS se agregan varias extensiones al formato RSS.
Media RSS es utilizado para publicar listas de archivos multimedia por la búsqueda vídeo de Yahoo! que permite realizar búsquedos sobre archivos vídeo.
Se trata de un formato que ha recibido recientemente bastante atención, debido al desarrollo de una nueva actividad en Internet llamada Podcasting, que utiliza el formato Media RSS como mecanismo para distribuir contenidos de audio hacia dispositivos MP3 tales como el  iPod de Apple Computer.